# Beit Lid
Beit Lid (àrab: بيت ليد, Bayt Līd) és un municipi palestí de la governació de Tulkarem, a Cisjordània, a pocs kilòmetres al nord de Tulkarem i vora Nablus. Segons l'Oficina Central Palestina d'Estadístiques tenia 4.994 habitants el 2006. En 1922 tenia 653 habitants, que augmentaren a 1.807 en 1961.

## Història
S'hi ha trobat ceràmica de l'Imperi Romà d'Orient. La mesquita del poble té una porta gran amb un triple arcs. La inscripció sobre la llinda és un text de construcció que commemora la construcció de la mesquita. Data del final del període mameluc, o del període otomà.

### Època otomana
Beit Lid, com la resta de Palestina va ser incorporada a l'Imperi Otomà en 1517. En els registres fiscals de 1596, formava part de la nàhiya o subdistricte de Jabal Sami, part del sanjak de Nablus. Tenia una població de 64 llars, totes musulmanes. El habitants un impost fix del 33,3% en productes agrícoles com el blat, ordi, cultius d'estiu, oliveres, cabres i ruscs, a més d'ingressos ocasionals i una premsa per a oli d'oliva o xarop de raïm; un total de 17,310 akçe. La meitat dels ingressos anaven a parar a un waqf.
En 1838 Edward Robinson hiva passar de lluny, mentre que en 1863 Victor Guérin la va assenyalar com un poble considerable que ocupava la part alta d'un pujol elevat; tenia mil habitants. Les cases van ser construïdes de manera rude.
En 1882 el Survey of Western Palestine (SWP) del Fons per a l'Exploració de Palestina bs descriure Beit Lid com “un poble de mida petita, construït sobre un turó de 600 peus per sobre de la vall al sud. Les cases són de pedra, i són subministrades per un pou d'aigua al sud-est, més baix. Creixen algunes oliveres al voltant del poble.”

### Època del Mandat Britànic
Segons el cens de Palestina de 1922 de les autoritats del Mandat Britànic, Beit Lid tenia 653 musulmans, incrementats en el cens de Palestina de 1931 a 738 residents, tots musulmans, en un total de 171 cases.
En 1945 la població de Beit Lid era de 970 musulmans, i l'àrea de terra era de 16,752 dúnams, segons un cens oficial de terra i població. 1,044 dúnams eren per cítrics i bananes, 3,264 dúnams eren plantacions i terra de rec, 4,473 usats per cereals, mentre que 22 dúnams eren sòl urbanitzat.

### Després de 1948
Després de la de la Guerra araboisraeliana de 1948, i després dels acords d'Armistici de 1949, Beit Lid va restar en mans de Jordània. Després de la Guerra dels Sis Dies el 1967, ha estat sota ocupació israeliana

## Economia
L'agricultura és el sector econòmic més important de Beit Lid, amb olives, ametlles, figues, raïms i grans com a principals cultius cultivats en 16.753 dúnams. Fins fa poc, l'agricultura va emprar la majoria dels homes treballadors de la ciutat, però molts residents treballen en petites empreses, com ara la construcció, la ferreria i l'electricitat. Molts habitants de Beit Lid que treballaven a l'interior d'Israel, han quedat desocupats des de la Segona Intifada.
Hi ha quatre escoles (dues primàries i dues secundàries), quatre jardins d'infants, una clínica gestionada per l'Autoritat Nacional Palestina i fundada l'any 1964. Beit Lid conté quatre mesquites, Masjid al-Qadim, Masjid Fatima Zahra, Masjid as-Salaam i Masjid Salah ad-Din.